# フランツ・タイバー
フランツ・タイバー（Franz Teyber 1758年8月25日受洗 - 1810年10月21日）は、オーストリアのカペルマイスター、オルガニスト、作曲家。

## 生涯
ウィーンに生まれた。ゲオルク・クリストフ・ヴァーゲンザイルに師事する。1786年からはエマヌエル・シカネーダーの劇場会社で指揮者を務め、1901年にアン・デア・ウィーン劇場の作曲家兼音楽監督となった。姉妹のエリーザベトとテレーゼはオペラ歌手であり、兄のアントンは作曲家としてドレスデンの歌劇場やウィーンの宮廷で働いた。
姪のエレーナはウィーンに生まれてヤシ音楽院の教授になり、1827年から1863年は同地でピアニスト、作曲家として知られた。彼女は作家、詩人のゲオルゲ・アサキと結婚している。

## 主要作品
- キリエ ニ長調 （1776年8月17日）
- 聖三位一体のミサ曲 変ホ長調 （1806年）
- 聖ミサのためのオルガン前奏曲 ヘ長調 （1809年）
- 聖ミサのための3つの前奏曲 ニ長調 （1810年）
- 6つの弦楽四重奏曲
- 12のドイツ舞曲 （1798年11月25日、ウィーン、クライナー・レドウテン・ザール）

### 舞台作品
- Laura Rosetti オペラ 全3幕 （1785年8月、ブラチスラバ）
- Die Dorfdeputirten コミック・オペラ 全3幕 （1785年12月18日、ウィーン、ケルントナートーア劇場）
- Adelheid v. Veltheim (G. F. W. Grossmann) ジングシュピール 全3幕 （1788年、カールスルーエ）
- Fernando u. Jariko, oder die Indianer (K.v. Eckartshausen) ジングシュピール 全3幕 （1789年9月5日、ウィーン＝ヴィーデン、フライハウス劇場）
- Die Entführung, oder Ritter Karl v. Eichenhorst (G.A. Bürger) 歌唱付きジングシュピール 全4幕 （1793年、ケルン）
- Alexander (E. Schikaneder) 大英雄的オペラ 全2幕
- Der Schlaftrunk (Ch. F. Bretzner) コミック・ジングシュピール 全2幕 （1801年11月12日）
- Der Telegraph, oder der Neuigkeitskrämer (F.K. Gewey)
- Pfändung u. Personalarrest (E. Schikaneder) オペレッタ （1803年12月7日）
- Scheredin u. Almanzor, oder die Unsterblichkeit auf der Probe (I.F. Castelli; nach dem Französischen) ジングシュピール 全4幕 （1804年8月9日）
- Der Zerstreute (Franz Xaver Huber) コミック・オペラ 全3幕 （1805年1月29日）
- Andraßek u. Juraßek (F. Kees) コミック・パントマイム 全2幕 （1807年2月20日）
- Der Schiffmeister v. Straubing (C. Schikaneder) 歌唱付きブルジョア喜劇 全3幕 （1807年5月23日）
- Aragis v. Benevent (J. A. Gleich) 歌唱付き演劇 全3幕 （1807年10月24日）
- Lohn der Nachwelt (ders.) ジングシュピール 全4幕 （1807年11月23日）
- Die Vermählungsfeier Alberts v. Oesterreich 歌唱付き演劇 全4幕 （1808年1月9日）
- Die beyden Marillo 歌唱付き演劇 全3幕 （1808年7月8日）
- Ruthards Abentheuer, oder die beyden Sänger, romant.-kom. オペラ 全3幕 （1808年7月26日）
- Pumphia u. Kulikan (J. Perinet; bearb. nach Bemardon Kurtz) 風刺オペラ 全2幕 （1808年10月8日）
- Eppo v. Gailingen (J. A. Gleich) 歌唱付き前史時代描写 全3幕 （1809年1月27日）
- Das Strafgericht (J. St. v. Menner), romant. 歌唱付き詩 全4幕 （1809年2月22日）
- Der bezauberte Blumenstrauß (J. Worelly), kom. パントマイム 全2幕 （1809年8月29日）
- Der lebendige Postillonstiefel, oder die Luftreise des Arlequin u. der Columbina (F. Kees) マジック・パントマイム 全2幕 （1810年7月7日）
- Das Spinnerkreutz am Wienerberge ジングシュピール 全3幕 （1811年8月24日）

### 出版譜
- 3つのピアノ四重奏曲 ニ長調、変ロ長調、変ホ長調
- 3つのピアノソナタ 変ホ長調、変ロ長調、ト長調
- アレクサンダーのための序曲、ピアノリダクション
- 12のメヌエットと12のドイツ舞曲、ピアノリダクション
- ト長調のソナタ （ピアノ、ヴァイオリン、チェロ）
- オペラ『Aragis』からの行進曲ニ長調
- オペラ『Die beiden Marillo』からのお気に入りのレントラー
- 行進曲 ヘ長調
- キリエ ハ長調のためのオルガン前奏曲